# Stichting voor Nationale Christelijke Politiek
De Stichting voor Nationale Christelijke Politiek was van 22 juli 1973 tot 1 augustus 1980 een steunorganisatie van de Nederlandse politieke partij Gereformeerd Politiek Verbond (GPV). Het blad van de stichting telde 32 abonnees. Omdat in de regel mensen die geen lid waren van de Gereformeerde Kerken (vrijgemaakt) geen lid konden worden van het GPV, was er voor niet-vrijgemaakte GPV-sympathisanten een politieke steunorganisatie in het leven geroepen. Aanleiding voor de oprichting van de Stichting voor Nationale Christelijke Politiek was de breuk in het Nationaal Evangelisch Verband, van 1966 tot 1972 de steunorganisatie van het GPV. Het NEV ging na 1972 zelfstandig verder en sloot zich in 1975 aan bij de Reformatorische Politieke Federatie, de NCP bleef daarentegen het GPV steunen. Voorzitter van de NCP was P. Siebesma, van 1966 tot 1970 voorzitter van het NEV. Na het overlijden van Siebesma in 1973 werd de steunorganisatie geleid door het GPV-Kamerlid Bart Verbrugh. Op 1 augustus 1980 werd de Stichting opgeheven omdat de Generale Verbondsraad van het GPV had besloten geen lijstineenschuiving met de NCP aan te willen gaan. Na de Tweede Kamerverkiezingen van 1981 werd de Stichting voor Nationale Christelijke Politiek heropgericht als de 'studieclub' Nationaal Christelijke Unie, maar deze vijf leden tellende steunorganisatie van het GPV heeft nog geen jaar bestaan.